# Vasco Gonçalves

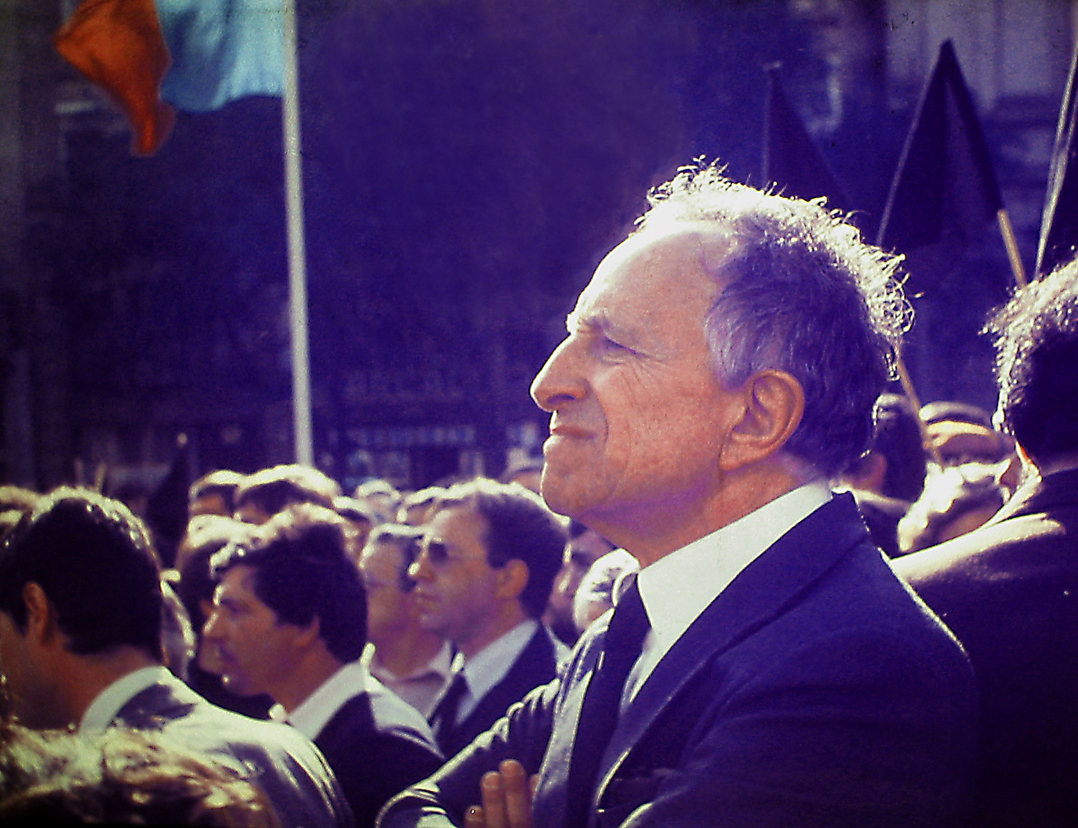
Vasco Gonçalves in 1982.

Vasco dos Santos Gonçalves (Lissabon, 3 mei 1921 - Almancil, 11 juni 2005) was een Portugees militair en politicus.

## Levensloop
Van 1955 tot 1956 werkte Gonçalves als militair in Portugees-Indië, waarna hij van 1966 tot 1967 in dienst gesteld werd in Mozambique en van 1970 tot 1971 in Angola. In Angola werd hij bevorderd tot kolonel. Als geïnteresseerde in de politiek, hij schreef private economisch wetenschappelijke studies, hield hij zich vooral bezig met sociale vragen.
Hij was een van de belangrijkste leiders van de Movimento das Forças Armadas (MFA), die het beëindigen van de koloniale oorlogen in de Afrikaanse kolonies van Portugal eiste. In 1973 werd hij als kolonel toegelaten tot het bestuur van de MFA. Op 25 april 1974 leidden officiers binnen het MFA de zogenaamde Anjerrevolutie. Deze revolutie werd grotendeels gesteund door het volk en kon zonder bloedvergieten dictator Marcello Caetano afzetten.
Vervolgens was Gonçalves van 18 juli 1974 tot en met 19 september 1975 als opvolger van Adelino da Palma Carlos interim-premier van Portugal. Hij leidde drie regeringen. Van september 1974 tot in februari 1975 was hij ad interim minister van Defensie en Informatie. De kernpunten van zijn politieke agenda waren de hervorming van het land, de nationalisering van de belangrijkste private productiemiddelen, de banken en de verzekering, het invoeren van het minimumloon en van de dertiende maand. Ook maakte hij een einde aan het koloniale rijk van Portugal door aan de laatste Afrikaanse koloniën (Guinee-Bissau, Angola, Mozambique, São Tomé en Principe en Kaapverdië) de onafhankelijkheid te schenken.
Zijn belangrijkste tegenstander was Mário Soares, die in de regeringen van Gonçalves minister van Buitenlandse Zaken was en later president van Portugal zou worden. Hij kreeg wel de steun van de communistische ministers en de secretaris-generaal van de Partido Comunista Português, Álvaro Cunhal.
Gonçalves behoorde tot de vleugel van de revolutionairen, waarbij de PCP behoorde. In de herfst van 1975 verloor de groep rond Gonçalves meer en meer politieke invloed binnen de revolutionaire beweging en in september 1975 werd de Opperste Revolutionaire Raad ontbonden, waarmee zijn premierschap ten einde kwam. Vervolgens werd hij tijdelijk de leider van de Militaire Academie. In februari 1976 ging hij met pensioen als militair.
Op 11 juni 2005 overleed hij op 84-jarige leeftijd tijdens het zwemmen aan een hartsyncope.
- Biblioteca Nacional de España: XX1287304
- Gemeinsame Normdatei: 128732288
- International Standard Name Identifier: 0000 0000 6683 9408
- Library of Congress Control Number: n83230367
- Nederlandse Thesaurus van Auteursnamen: 277923735
- Système universitaire de documentation: 080902456
- Virtual International Authority File: 67852987
- WorldCat: E39PBJrKVpM9Vkfx8xcKcGGbVC